# Lunette Peak
Lunette Peak är en bergstopp i Kanada.   Den ligger i provinsen Alberta, i den centrala delen av landet, 3 000 km väster om huvudstaden Ottawa. Toppen på Lunette Peak är 3 428 meter över havet.
Terrängen runt Lunette Peak är bergig åt sydväst, men åt nordost är den kuperad. Lunette Peak är den högsta punkten i trakten. Trakten runt Lunette Peak är nära nog obefolkad, med mindre än två invånare per kvadratkilometer.. Det finns inga samhällen i närheten. 
Trakten runt Lunette Peak består i huvudsak av gräsmarker.